# 白色猎人
在德語裡是「白色十字架」的意思，由四名成员Aya、Ken、Yohji和Omi组成，他们白天在花店打工，夜晚执行任务，将那些犯下了令人发指的罪行，却运用权势和金钱逃脱法网的恶人处以死刑。是声优子安武人的原案作品。英文版称为「Weiss Kreuz」&「Knight Hunters」。

## 概要
先以广播节目、漫画等形式出现，1998年4月8日至1998年9月30日在电视台播出25集電視动画，后于2002年重组，播出续作动画《Weiß kreuz Glühen》共13集。曾于1999年出版过上下部的OVA（Verbrechen和Strafe）。另外，共改編成兩部漫畫：《Weiß ―AN ASSASSIN AND WHITE SHAMAN》以及2003年连载的漫画《Weiß Side B》。
四位声优的组合也称「Weiß Kreuz」，出版過Drama CD、专辑等，并举办演唱会。

## 登場人物
AYA（配音：子安武人；台灣：熊肇川（中都卡通台））
本名：藤宮蘭。在一次有预谋的爆炸中失去了父母，连最心爱的妹妹彩（AYA）也一直昏迷不醒，于是他用妹妹的名字生活，一直寻找着报仇的机会。
KEN（配音：關智一；台灣：陳幼文（中都卡通台））
本名：飛鷹健。原来是职业队出色的守门员，但因被人陷害，在一场比赛中大失水准，赛后被查出服用了禁药，于是被迫退出足球生涯。
YOHJI（配音：三木真一郎；台灣：張文俊（中都卡通台））
本名：工藤耀爾。两年前作侦探时，在一次任务逃跑的途中，女朋友明日香以自己为饵引开了追踪者，YOHJI因此得救，但却一直没能再找到明日香。
OMI（配音：結城比呂；台灣：朱憶華（中都卡通台））
雖然使用月夜野臣這個名字，不過本名為鷹取 衛。在幼年一次绑架案中失去了记忆。

### 漫畫版
- ヴァイス―AN ASSASSIN AND WHITE SHAMAN（作画：つちや きょうこ，2卷）
- ヴァイス sideB（作画：大峰ショウコ，5卷，長鴻出版社譯為『白色使者』發行）

## 外部連結
- Weiß kreuz Glühen 特設網頁（日語）